# Szymon Krakowski
Szymon Krakowski pseud. Szymek z wojska (ur. 1 września 1913 w Łodzi, zm. 14 lipca 1944 w lasach lipskich) – działacz komunistyczny.
Syn rzemieślnika Mendla i Dwojry Eksztajn. Od 1932 członek KZMP, aktywista w Prawej Śródmiejskiej, sekretarz dzielnicy „Starówka” i członek Komitetu Łódzkiego KZMP. Działał także w KPP. Organizował strajki robotnicze. Wielokrotnie aresztowany i więziony za działalność komunistyczną, w 1936 osadzony na 1,5 roku w obozie w Berezie Kartuskiej, gdzie przez 50 dni przebywał w karcerze. Uczestnik kampanii wrześniowej, walczył pod Kutnem i w obronie Warszawy jako kapral; był wówczas ciężko ranny. Od lutego 1940 we Lwowie działał w Okręgowej Radzie Związków Zawodowych. Później był przewodniczącym komitetu fabrycznego w dawnej fabryce Blumenfelda. Wstąpił do WKP(b). Po ataku Niemiec na ZSRR wstąpił do Armii Czerwonej, dowódca plutonu. W 1943 uczył się w szkole partyjnej  Komitetu Wykonawczego Kominternu w Ufie. Jesienią 1943 przerzucony w okolice Pińska z grupą działaczy ZPP. Wstąpił do polskiego oddziału im. T. Kościuszki przy Pińskiej Brygadzie Partyzanckiej, z którym w styczniu 1944 przeszedł na Lubelszczyznę i wstąpił do AL. Od lutego 1944 partyzant 1 Brygady AL im. Ziemi Lubelskiej. Redaktor „Żołnierza Lubelszczyzny”. Zginął w walce z Niemcami.